# Udby (Møn)
 For alternative betydninger, se Udby. (Se også artikler, som begynder med Udby)
Udby er en lille landsby med 205 indbyggere (2008)  beliggende i Stege Sogn nordøst for Stege på Møn, tilhørende Vordingborg kommune. 
Landsbyen nævnes 1550 (Udbye). Landsbyen blev udskiftet i 1803. Danmarks første andels-kostald blev oprettet her 1951. 
Landsbyen har en ældre del mod syd og en yngre mod nord. Byen har to gadekær. Mod vest ligger et nedlagt mejeri, Rødled.
Af væsentlige bygninger skal fremhæves den tidligere skole (Udby Gl. Skole) i den nordligste del af Udbygade samt smedjen på modsatte side af vejen. Den gamle smedje er i dag meget forsømt, men "Smedeporten" hos pens. smed Knud Borch Petersen har i mange år fungeret som byens sociale omdrejningspunkt. Denne æra er imidlertid slut efter Knud Borch Petersens bortgang i august 2008.
Udby har to større veje og en række mindre stræder. Udbygade danner aksen for landsbyens nordlige del, mens Udbyvej danner aksen for byens sydlige del og adgang til og fra Stege via Klintevej. Som sidegade til Udbyvej findes Kirkemosevej og af sidegader til Udbygade kan nævnes Udbystræde, Bodshøjvej og Dirkvej.